# Hilda Sturm
Hildgarde „Hilda“ Sturm (* 16. November 1909 in Bonn; † 31. August 1992 in Paris) war ein deutsches Model und Skirennläuferin.

## Biografie
Hilda Sturm ging mit 17 Jahren nach Paris. Bereits in jungen Jahren nahm sie immer wieder an alpinen Skirennen teil. Ihren Karrierehöhepunkt in dieser Sportart erreichte sie bei den FIS-Rennen von 1933 in Innsbruck. Bei diesen Rennen, die später als Skiweltmeisterschaft anerkannt wurden, belegte sie als zweitbeste des deutschen Teams in der Abfahrt vom Pfriemesköpfl den elften Rang und kam im Slalom als beste Vertreterin ihres Landes auf den siebten Platz. Im Endklassement der Alpinen Kombination erreichte sie damit wiederum als beste Deutsche den sechsten Rang.
In Frankreich war sie als Model für Modedesigner tätig. 1936 ehelichte sie den Fotografen und künstlerischen Leiter des französischen Vu-Magazins, Alexander Liberman. Im selben Jahr bekam sie eine Rolle an der Seite von Maurice Baquet in Marcel Ichacs Skifilm „Poursuites blanches“. Der Film, der einen französischen Gegenpol zu den erfolgreichen deutschen Ski- und Bergfilmen dieser Zeit, z. B. von Arnold Fanck, Leni Riefenstahl und Luis Trenker, setzen sollte und massiv vom Französischen Skiverband gefördert wurde, erlangte in Frankreich vor allem nach den Erfolgen von Émile Allais bei den Skiweltmeisterschaften von 1937 und 1938 Popularität.
Im wahren Leben weigerte sich Sturm, unter dem nationalsozialistischen Regime weiter für Deutschland bei Skiwettkämpfen anzutreten und bekam. Nachdem sie auch auf einen möglichen Start bei den Olympischen Winterspielen in Garmisch-Partenkirchen verzichtete, wurde ihre deutsche Staatsbürgerschaft aberkannt. Nach ihrer Scheidung von Liberman im Jahr 1939 war sie in einer Liaison mit dem in Paris lebenden US-Amerikaner Charley Michaelis. Während des Zweiten Weltkrieges wurden sie getrennt und verloren sich aus den Augen. In La Baule-Escoublac brachte sie ihren ersten Sohn, den sie nach seinem Vater Charley nannte, zur Welt.
Wieder in Paris, wurde Sturm 1943 aufgrund ihrer „antideutschen-Gesinnung“ verhaftet und in Berlin inhaftiert. Nach drei Monaten erfolgte die Internierung im Konzentrationslager für politische Gefangene in Ravensbrück. Nach ihrer Entlassung im August 1944 traf sie in der Kleinstadt Boppard ihre Mutter und ihren kleinen Sohn wieder. Hier wurde sie 1945, nach der Befreiung durch die Amerikaner von Charley Michaelis, der für das US-amerikanische Office of Strategic Services arbeite und später Boxkämpfe und andere Sportereignisse organisierte, wiedergefunden. Die beiden heirateten und kehrten wieder nach Paris zurück, wo Hilda 1949 einen weiteren Sohn gebar. Michaelis verstarb 1986.

## Erfolge bei Weltmeisterschaften
- Innsbruck 1933: 6. Kombination, 7. Slalom, 11. Abfahrt